# Тайваньско-чешские отношения
Тайваньско-чешские отношения — двусторонние отношения между Тайванем и Чехией, неофициально установленные в августе 1990 года. Власти Чехии официально не признали Тайвань, но в 1991 году в Праге было открыто неофициальное представительство Тайваня.

## История
Неофициальные отношения между Тайванем и Чехией были установлены в августе 1990 года, когда О. Гавлова посетила Тайвань. В 1991 году в Праге было открыто Тайбэйское экономическое и культурное бюро. В 1993 году в Тайбэе был открыт Чешский экономический и культурный офис. С 19 июня 1995 года по 21 июня 1995 года Лянь Чжань был в Праге с визитом. В 1995 году В. Гавел предложил принять Тайвань в члены ООН. При этом власти Чехии официально не признавали Тайвань В 1998 году Тайвань посетил М. Жантовский В 1999 году Прагу посетила Цзэн Дэнхуэй В ноябре 2005 года Тайвань посетил Й. Яржаб С 1 сентября 2007 года Тайвань отменил визы для чехов В декабре 2011 года Тайвань посетил Й. Регец В октябре 2014 года М. Земан заявил об отказе от признания независимости Тайваня В 2020 году М. Выстрчил посетил Тайвань В марте 2023 года М. Адамова-Пекарова выступила в парламенте Тайваня.

## Отношения в сфере культуры
В 2003 году международную книжную ярмарку в Тайбэе посетила официальная делегация Чехии В ноябре 2007 года в Тайбэе открылась выставка традиционных чешских кукол.